# Генрих LXXII
Генрих LXXII (нем. Heinrich LXXII; 27 марта 1797, Заальбург-Эберсдорф — 17 февраля 1853, Дрезден, Германский союз) — имперский князь из дома Рейсс, правитель княжества Рейсс-Эберсдорф с 1822 по 1824 год и княжества Рейсс-Лобенштейн-Эберсдорф с 1824 по 1848 год.

## Биография
Генрих был сыном князя Генриха LI, правителя княжества Рейсс-Эберсдорф и его жены графиня Луиза фон Хойм. Он получил образование в Берне, Геттингене и Дрездене и совершил большое турне по Англии и Франции во время своего пребывания в качестве наследного принца. Он сменил своего отца в 1822 году как князь Ройсс-Эберсдорфа. С пресечением ветви Ройсс-Лобенштейнов это княжество также перешло к Генриху LXXII, который объединил его со своим княжеством, создав таким образом княжество Ройсс-Лобенштейн-Эберсдорф.
Генрих стремился чтобы в его стране была современная администрация. В ходе реформ было введено так называемое пожарное страхование, по которому он в 1826 году потребовал от своих подданных повышения налогов. Некоторые фермеры оказали сопротивление, и князь силой захватил имущество. Фермеры из нескольких деревень переехали в Харру, чтобы не допустить захвата земель. Начались волнения, в ходе которой были расстреляны более десяти фермеров. Буржуазные газеты были потрясены, и Бундестаг затребовал расследовать дело и наказать князя.
Оказывал покровительство танцовщице Лоле Монтес, однако из-за её скандального поведения князю пришлось выслать её из страны в 1843 году.
После смерти матери в 1832 году, последний в роду Хойм, он унаследовал обширные владения её рода, в том числе поместье Дройсиг, состоящее из 24 деревень.
В ходе волнений революционного 1848 года около 400 человек двинулись в Эберсдорф, чтобы предъявить князю требования. Генрих LXXII сделал несколько уступок, а потом неожиданно, 1 октября, отрёкся от престола в пользу родственника Генриха LXII, князя Рейсс-Шляйца.
Бывший князь удалился в Гутеборн и умер холостым пять лет спустя.
Генриху LXXII приписывают изобретение слова нем. Prinzipienreiter.